# Sigtunaamuletten
Sigtunaamuletten (signum: U Fv1933;134) är en kopparplatta som påträffades i mars 1931 vid uppförandet av en ny folkskolebyggnad i Sigtuna som vid närmare undersökning visade sig vara försedd med runskrift på båda sidor, med runologisk datering till första hälften av 1000-talet. Inskriften på amuletten lyder
Sidan A
þur× sarriþu × þursa --- trutinfliuþunufuntinis<tu>
Sidan B
1. afþiRþriaRþraRulf
2. afþiRniunaþiRulfr
3. isiRþisisiRaukisuniRulfrniutlu(fia)

I översättning till nutida svenska 

Tor sårar du

Trollens furste

Fly du nu

funnen är du!

Have du tre trånader, ulv!

Have du nio trångmål, ulv!

Det driver därtill

det driver till ökning

Trivs med det, troll!

Njut läkedomen

En alternativ tolkning 
Trollens förste

Fly du nu

funnen är du!

tre plågor (trånader), ulv!

nio trångmål (nöder), ulv!

Is, Is, Is (dödsrunan, ristad tre gånger i magiskt syfte)

Det är hjälp (lindring, läkedom) för dig som ser på det och som ulven vill hålla till i!

Drag nytta av läkemedlen (läkeformlerna)